# Confine tra Eritrea e Sudan
Il confine tra l'Eritrea e il Sudan ha una lunghezza di 682 km e va dal triplice confine con l'Etiopia fino al Mar Rosso.

## Descrizione
Il confine parte dal triplice confine tra con l'Etiopia posto sul corso del fiume Tacazzè (14°15′34.99″N 36°33′40″E), vicino alla città etiope di Humera. Si dirige quindi a nord per circa 100 km prima di virare verso nord-est. Il confine terrestre termina al Mar Rosso (17°58′24.63″N 38°34′37.21″E). 
Il confine marittimo tra i due paesi prosegue poi sul Mar Rosso per oltre 100 km, fino a incontrare i confini marittimi dell'Arabia Saudita. 
Da un punto di vista amministrativo, il confine separa le regioni eritree di Anseba, Gasc-Barca e Semenawi Keyih Bahri dagli stati sudanesi di Cassala e Mar Rosso. 

## Storia
Un confine tra gli attuali territori corrispondenti di Eritrea e Sudan venne definito per la prima volta tra il 1880 e il 1890, durante la colonizzazione italiana dell'Eritrea. Nel 1936 l'Eritrea fu integrata nell'Africa orientale italiana. Nel 1941, durante la campagna dell'Africa orientale, il territorio fu invaso e poi amministrato dalle forze britanniche. Nel 1952 l'Eritrea e l'Etiopia formarono una federazione. Il confine tra Eritrea e Sudan rientrava quindi nel confine internazionale tra Etiopia e Sudan. 
Dopo aver vinto la guerra del 1991 contro l'Etiopia iniziata nel 1962, l'Eritrea è diventata uno stato indipendente nel maggio del 1993. Il Sudan non ha avuto un conflitto di confine con l'Eritrea, a differenza dell'Etiopia e, in misura minore, con Gibuti. 

## Luoghi di frontiera
Il confine ha quattro punti principali di attraversamento stradali, da nord a sud: 
- Karora
- Sala
- Sebderat
- Tesenei